# Alexandru Bătrâneanu
Alexandru Bătrâneanu (născut Chioreanu; n. 1820, Balda, Mureș, România – d. 15 octombrie 1848, Someșeni, Cluj, România) a fost un revoluționar român din Transilvania de la 1848, primul prefect al Prefecturii Câmpiei (septembrie/octombrie 1848) din timpul Revoluției Române de la 1848.

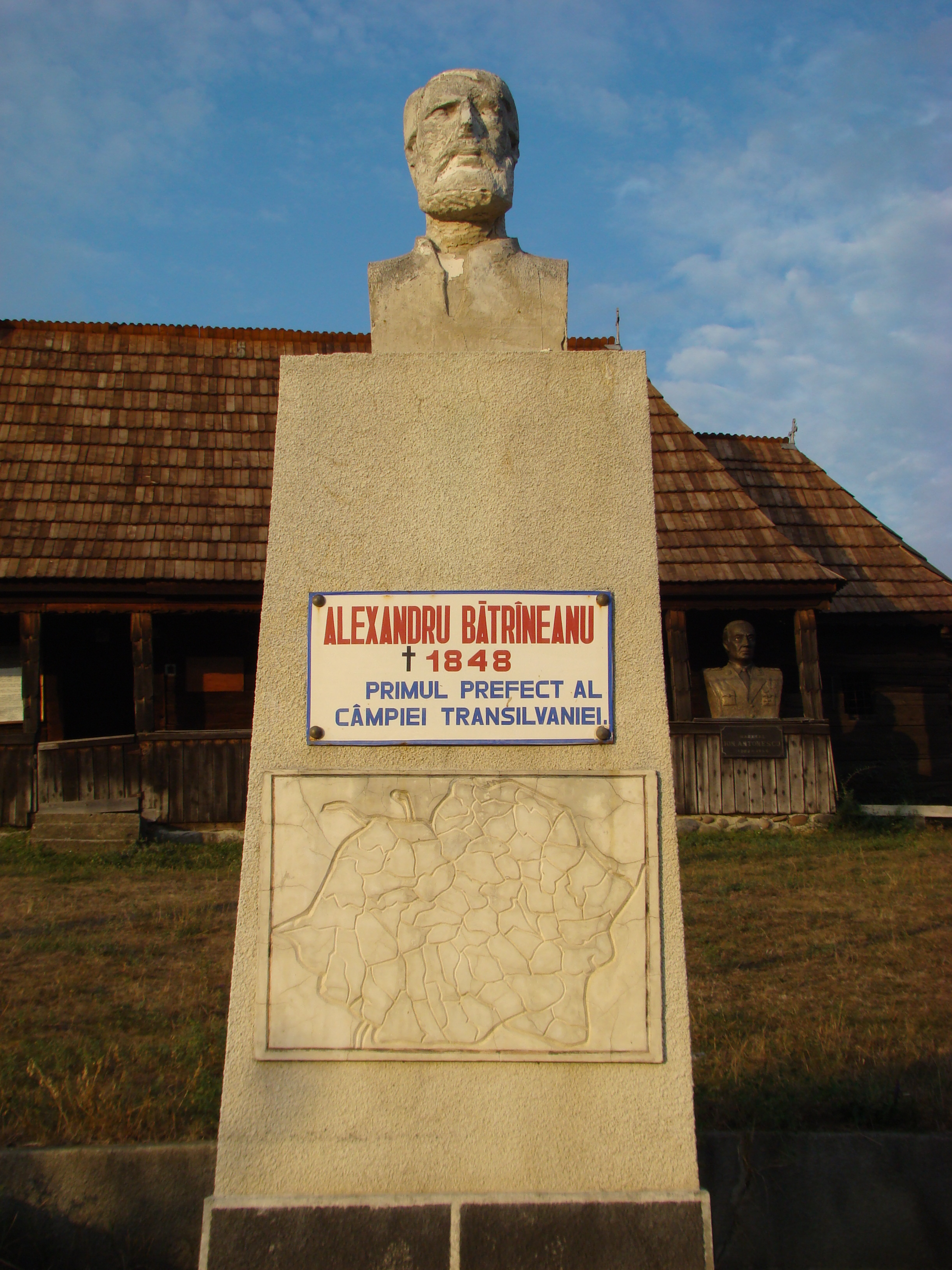
Alexandru Bătrâneanu, primul prefect al Câmpiei Transilvaniei

Alexandru Bătrâneanu era fiul cantorului Bisericii greco-catolice din localitatea Balda.
În anul 1842 a început să studieze teologia la Blaj, având ca profesori pe: Vasile Rațiu, Simion Filip, Timotei Cipariu și Iosif Pop. A participat și la cursurile de filosofie ale lui Simion Bărnuțiu de la „Facultatea Philosophica”, motiv pentru care în 1845 a fost exmatriculat ca urmare a procesului lemenian, împreună cu încă 11 studenți de teologie.
S-a îndreptat apoi spre cariera juridică, studiind la Facultatea de drept din Cluj. În primăvara anului 1848, valul revoluționar care cuprinsese Europa îi atrage și pe tinerii din nucleul universitar clujean. Tânărul jurist Alexandru Chioreanu, solidar cu clasa obârșiei sale, se antrenează în mișcarea românilor transilvăneni, în vederea emancipării lor sociale și naționale.
Alături de colegii săi de generație, în frunte cu Avram Iancu, Alexandru Chioreanu participă, însoțit de oameni ai câmpiei ardelene, la Adunarea de la Blaj, din 3/15 mai 1848. Cu acest prilej, el este desemnat de adunare ca membru în Comitetul Permanent al Revoluției, compus din 25 de bărbați. Cursul evenimentelor a făcut ca o parte dintre aceștia să ispășească soartă de martiri. Bătrâneanu participă și la cea de a treia Adunare de la Blaj, în 3/15 septembrie, unde a fost investit ca prefect al Câmpiei cu reședința la Luduș, cuprinzând 120 de sate din zonă. Pentru a-i ridica pe oameni la răscoală, au loc adunări populare la Frata și Cătina. Îi sunt apropiați tribunii Vasile Simonis din Sărmașu, Ioan Dan din Silivașu de Câmpie, preotul Vasile Turcu din Cătina. 
La 11 octombrie 1848, ca urmare a unei trădări făcută de preotul român Grigore Elekeș, un detașament maghiar înarmat îi arestează pe conducătorii adunării pregătite a avea loc la Bărăi, îi predă unui tribunal, care în urma unei anchete severe, de o zi și o noapte, îi condamnă la execuție prin spânzurare. 
Moartea celor două căpetenii ale Revoluției Române din Transilvania, Alexandru Bătrâneanu și Vasile Simonis, s-a produs la marginea dinspre Someșeni a Clujului, unde au fost atârnați în ștreang, iar după două zile îngropați în apropierea locului de supliciu.